# Calcio a 8
Il calcio a 8 è una variante del gioco del calcio, praticata a livello amatoriale, di cui riprende - in linea di massima - le regole ed è composta da 3 categorie: Serie A, Serie A2 e Serie B. In alcune zone dell'Italia, tale gioco viene erroneamente chiamato anche "calciotto".

## Il regolamento
Di seguito, vengono riassunte le principali regole:
1. Il campo, dalla forma rettangolare, può avere lunghezza massima di 70 metri e larghezza massima di 40 metri: sono consentite anche misure differenti più piccole, purché non superino di oltre il 10% gli standard di riferimento. Da un punto di vista puramente dimensionale, anche un campo di 60 metri in lunghezza e 35 in larghezza risulta adeguato per giocare 8 contro 8. Il cerchio di centrocampo ha raggio di 6 metri, con il diametro del punto centrale di 20 cm[2]. Anche le altre misure variano leggermente rispetto al calcio a 11[2]. Ad esempio, le porte dovrebbero misurare 6,00 metri in larghezza e 2,20 in altezza, anche se è molto frequente e maggiormente diffuso trovare porte della stessa larghezza ma alte solamente 2,00 metri, oppure in rari casi porte di 5,50 metri in larghezza e 2,20 in altezza (le porte da calcio da spiaggia giocato 5vs5)
2. Ogni squadra schiera in campo 8 calciatori: il numero minimo per proseguire l'incontro è di 5 per squadra[2].
3. Le sostituzioni, illimitate, possono avvenire solamente con il pallone non in gioco[2].
4. Non esiste il fuorigioco[2].
5. Per quanto attiene a gol e falli, sono seguite le disposizioni del calcio a 11[2].
6. La gara si compone di 2 tempi, ciascuno dalla durata di 25', con un intervallo massimo di 5'. In caso di parità, ove previsto, l'incontro prosegue con i rigori[2].

Il calcio a 8 è un marchio registrato da Tommaso Poliandri, storico fondatore del Torneo Pezzana, insieme a Silvio Trombetta, inventore della disciplina alla fine degli anni Ottanta.

## Tattiche e modalità di gioco
Essendo composta da otto elementi (un portiere e sette giocatori di movimento), una squadra chiaramente non può adottare schemi prettamente calcistici, sebbene l'equilibrio che si cerca di assumere è similare a quello calcistico, con difesa e centrocampo più nutriti dell'attacco. Generalmente, un modulo abbastanza accorto è il 3-3-1, con tre difensori, tre centrocampisti ed una punta unica, supportata dai centrocampisti (che possono giocare larghi o stretti, così come i difensori, a seconda della tattica che si è scelta).
Una variante al 3-3-1 è il 2-4-1 (due difensori centrali, centrocampo a rombo o in linea ed una punta), utile quando la manovra si svolge prevalentemente nella metà campo avversaria. È sicuramente un modulo più spregiudicato (si rischia di subire troppo sulle fasce), tuttavia, permette un maggior numero di soluzioni offensive a differenza del 3-3-1, che presuppone un gioco prevalentemente di contropiede. 
L'evoluzione tattica ha portato un 3-1-2-1 (un centrale e due terzini in difesa, un mediano/incontrista davanti alla difesa e due ali veloci che servono la punta): lo schema consente veloci inserimenti da parte dei terzini e del mediano, con arretramento asincrono delle due ali; l'equilibrio tra fase difensiva ed offensiva è derivante dal movimento dei due laterali di difesa insieme al mediano-incontrista; questa tattica consente veloci ripartenze e compattezza difensiva già a centrocampo.